# 外国人居留地

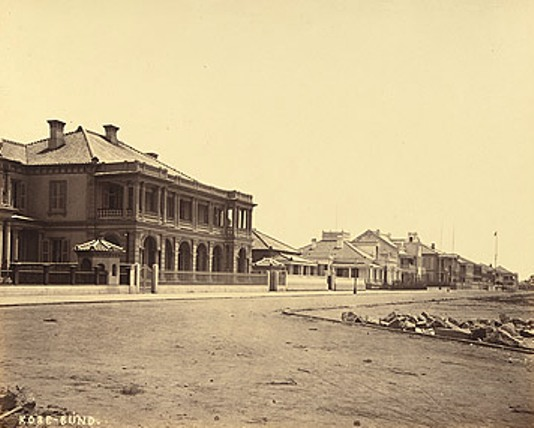
神戸居留地 海岸通 1872年

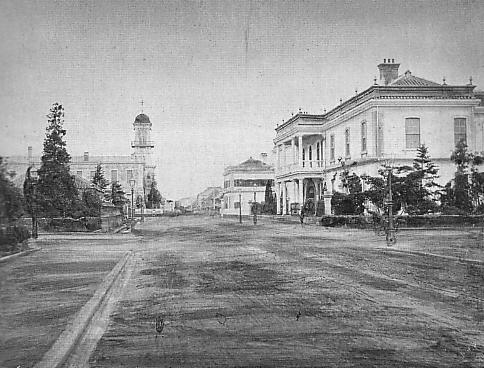
横浜 本町通り（明治時代）

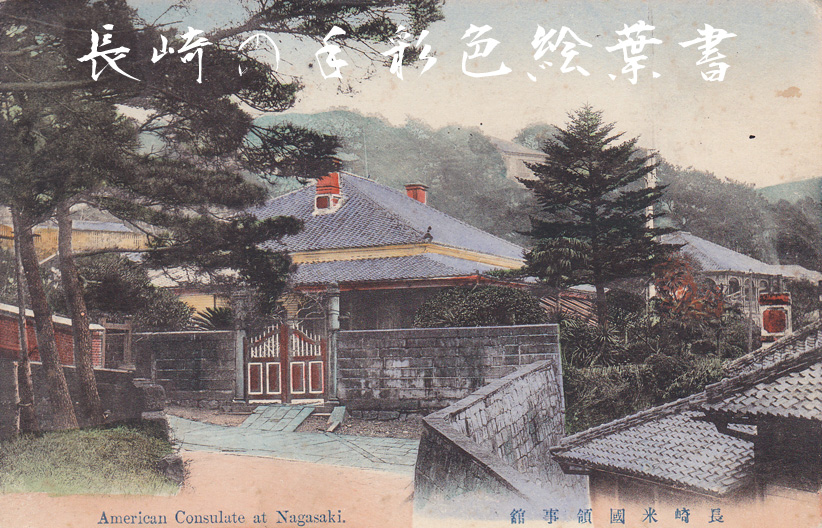
長崎 米国領事館

外国人居留地（がいこくじんきょりゅうち）は、政府が外国人の居留および交易区域として特に定めた一定地域をいう。近代日本では、江戸時代幕末の1858年に締結された日米修好通商条約など欧米5ヶ国との条約により、開港場に居留地を設置することが決められ、条約改正により1899年に廃止されるまで存続した。単に居留地ともいう。

## 歴史

### 前史

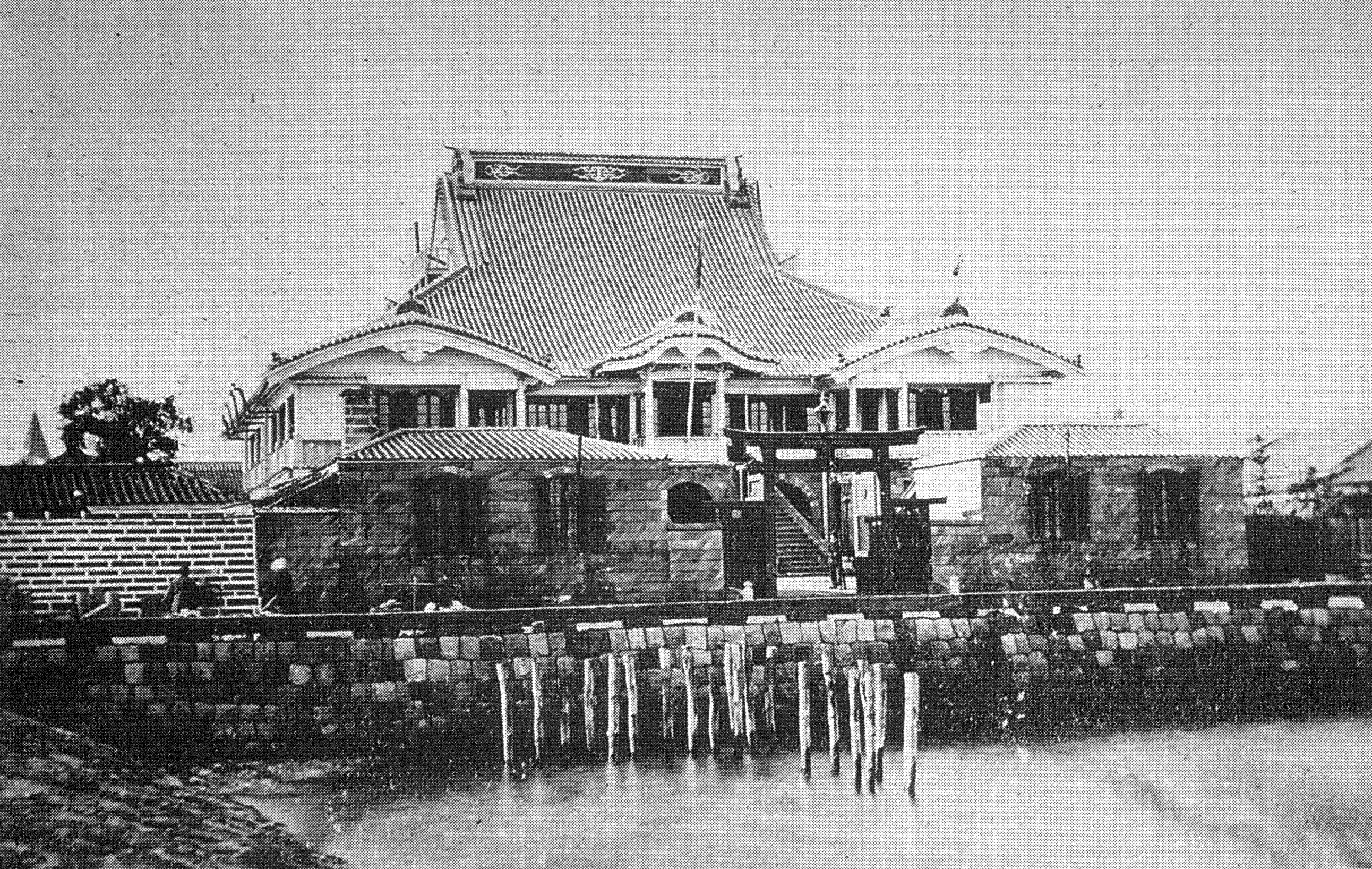
横浜居留地 フランス海軍病院

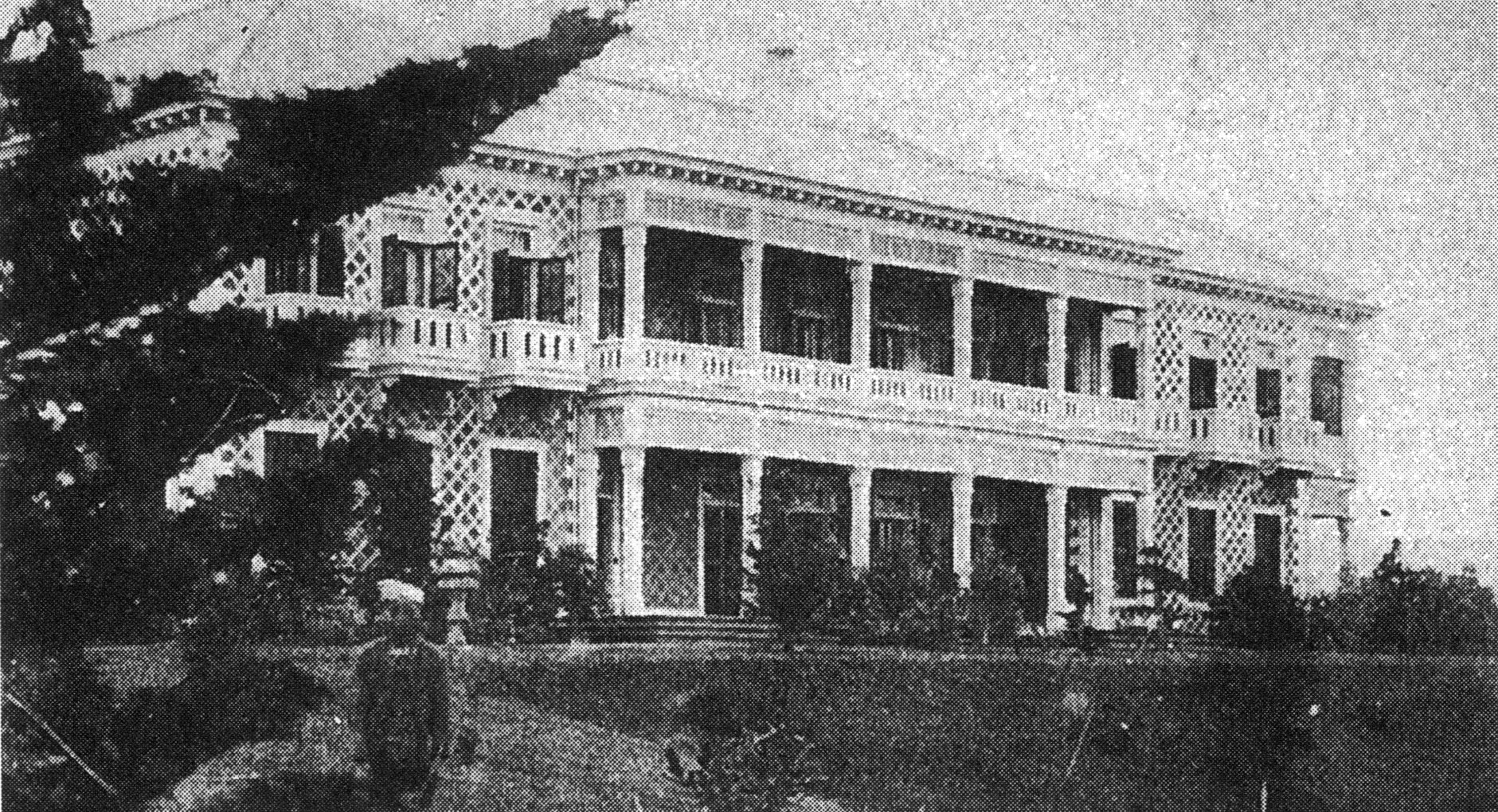
横浜居留地 英国仮公使館

鎖国時代の長崎に設置された出島や唐人屋敷も、一種の居留地といえる。出島のオランダ人や唐人屋敷の清国人はみだりに長崎市街へ外出することは許されなかった。1854年の日米和親条約では米国商船の薪水供給のため下田、箱館の2港が開港され、日英和親条約では長崎と箱館が英国に開港されたが、外国人の居住は認められなかった。その後、ロシアやオランダと締結された和親条約も同様である。

### 安政五カ国条約
江戸幕府は、安政年間に、1858年の日米修好通商条約をはじめとして英国、フランス、ロシア、オランダと修好条約を締結した。これを「安政の五カ国条約」と総称する。この条約では、東京と大阪の開市、および、箱館（現：函館市）、神奈川（現：横浜市神奈川区）、長崎、兵庫（現：神戸市兵庫区）、新潟の5港を開港して、外国人の居住と貿易を認めた。実際に開港されたのは、神奈川宿の場合は街道筋から離れた横浜村（現：横浜市中区）であり、兵庫津の場合もやはりかなり離れた神戸村（現：神戸市中央区）であったが、いずれにしても開港場には外国人が一定区域の範囲で土地を借り、建物を購入し、あるいは住宅倉庫商館を建てることが認められた。居留地の外国人は、居留地の十里（約40キロメートル）四方への外出や旅行は自由に行うことができた（十里より外の自由な行動は許されなかった）。条約上は領事裁判権を認めただけのものであり、居留地内の外国人も日本の行政権に従う必要があった。だが実際には諸外国とのトラブルを避けるため治外法権的取り扱いがなされ、関税以外の租役は徴収されず、また外国人商人の外出には日本人の護衛が付けられることが通常であった。日本人商人との貿易は居留地内に限定された。これが居留地の始まりである。

### 居留地の終焉
居留地は外国人を一ヶ所に集めておけるので、日本人との紛争防止に役立つなど、日本政府にとって便利な面もあった。半面でやはり治外法権、領事裁判権を認める不平等条約の落とし子であり、国家的な体面から容認できないものであった。このうち、欧米列強側の維持費の都合から、長崎では1876年に居留地の返還が行われ、横浜でも1877年に日本側の行政権が回復して事実上撤廃されたが、他の居留地は依然として継続された。このため明治政府は条約改正に努力したものの、逆に国粋主義者の一部には外国人を居留地に閉じ込めて日本の伝統・文化を守るべきだという対外硬運動も起きて、複雑な展開を見せることもあった。だが、条約改正の実施に伴って、1899年各地の居留地は一斉に回収（返還）された。居留地が置かれていた都市の港は居留地時代に大きな発展を遂げ、特に神戸は上海、香港を凌ぐ東洋最大の港へと飛躍していた。
これ以降、外国人は「内地雑居」を認められて旅行制限も解除された。ただ、横浜、神戸においては旧居留地を中心とする貿易が続いていた。

## 各地域

### 築地居留地

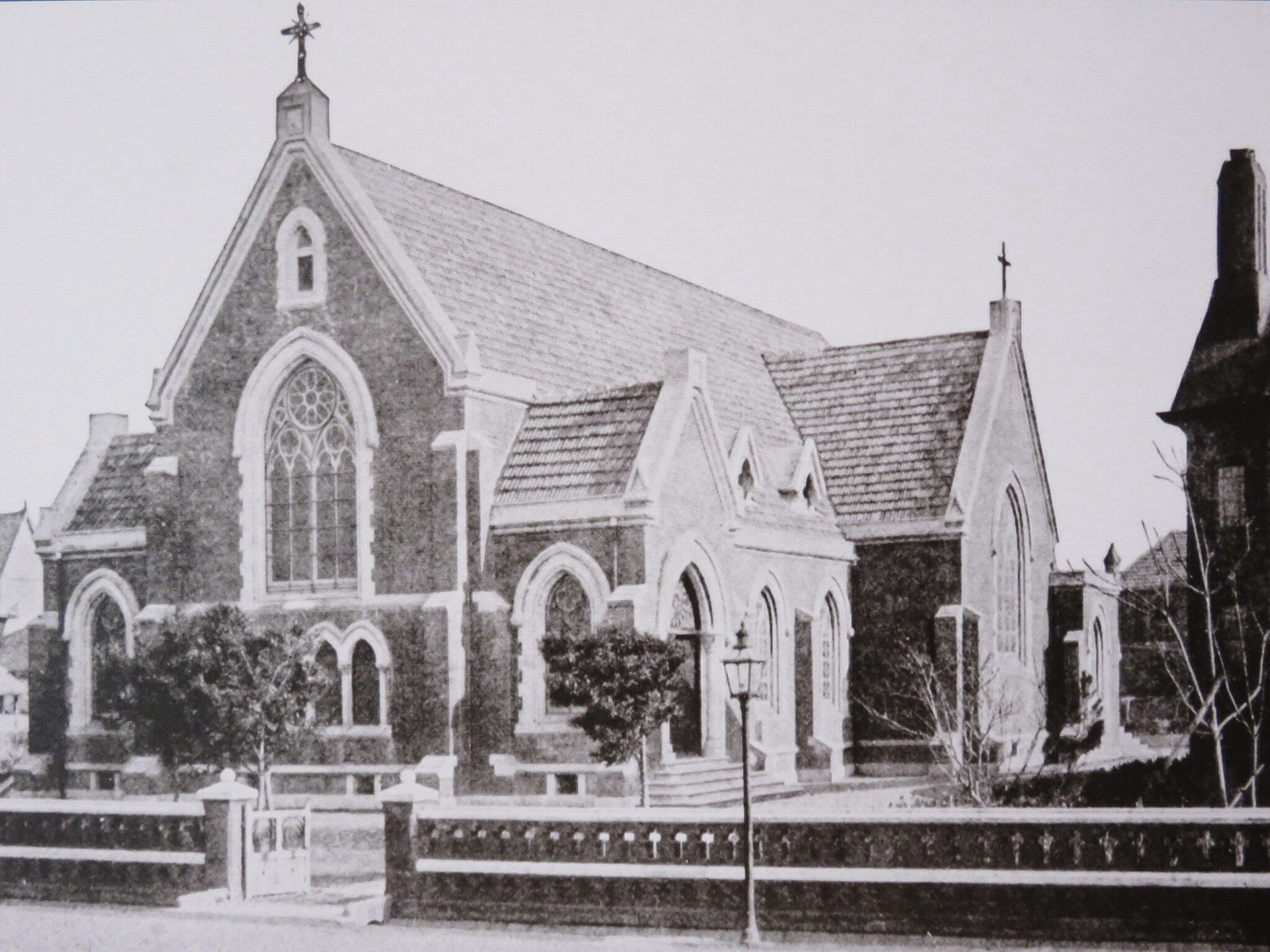
聖三一大聖堂

東京は開港場ではないが、開市場に指定されたため、1869年に築地鉄砲洲に外国人居留地が設けられた。今日の中央区明石町一帯の約10ヘクタールである。しかし、横浜居留地の外国商社は横浜を動かず、主にキリスト教宣教師の教会堂やミッションスクールが入った。このため、青山学院や女子学院、立教学院、明治学院、女子聖学院、雙葉学園の発祥地となっている。また、アメリカンスクール・イン・ジャパンの発祥地にもなっている。
現在この地区のシンボルになっている聖路加国際病院も、キリスト教伝道の過程で設けられた病院が前身である。また外国公館も多く、1875年にアメリカ合衆国公使館が設置され、1890年に現在の赤坂に移転するまで続いた。築地に置かれた公使館やキリスト教会の母国は9カ国に達し、最盛期には300人以上の外国人が暮らした。
英国人宣教師ヘンリー・フォールズが、日本人の拇印の習慣などから、世界でも先駆的な指紋の研究を始めたり、平野富二が活版印刷所を興したりするなど、近代文化・産業の発信地となった。築地居留地は1899年の治外法権撤廃で法的に廃止された。立ち並んでいた洋館も、1923年の関東大震災で全て失われた。

### 横浜居留地

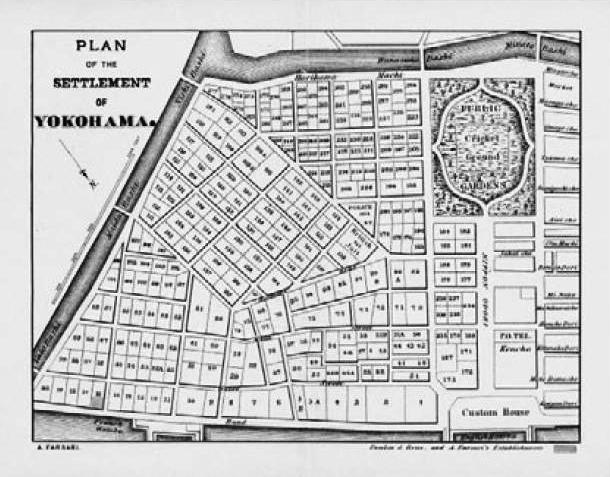
横浜外国人居留地 地図

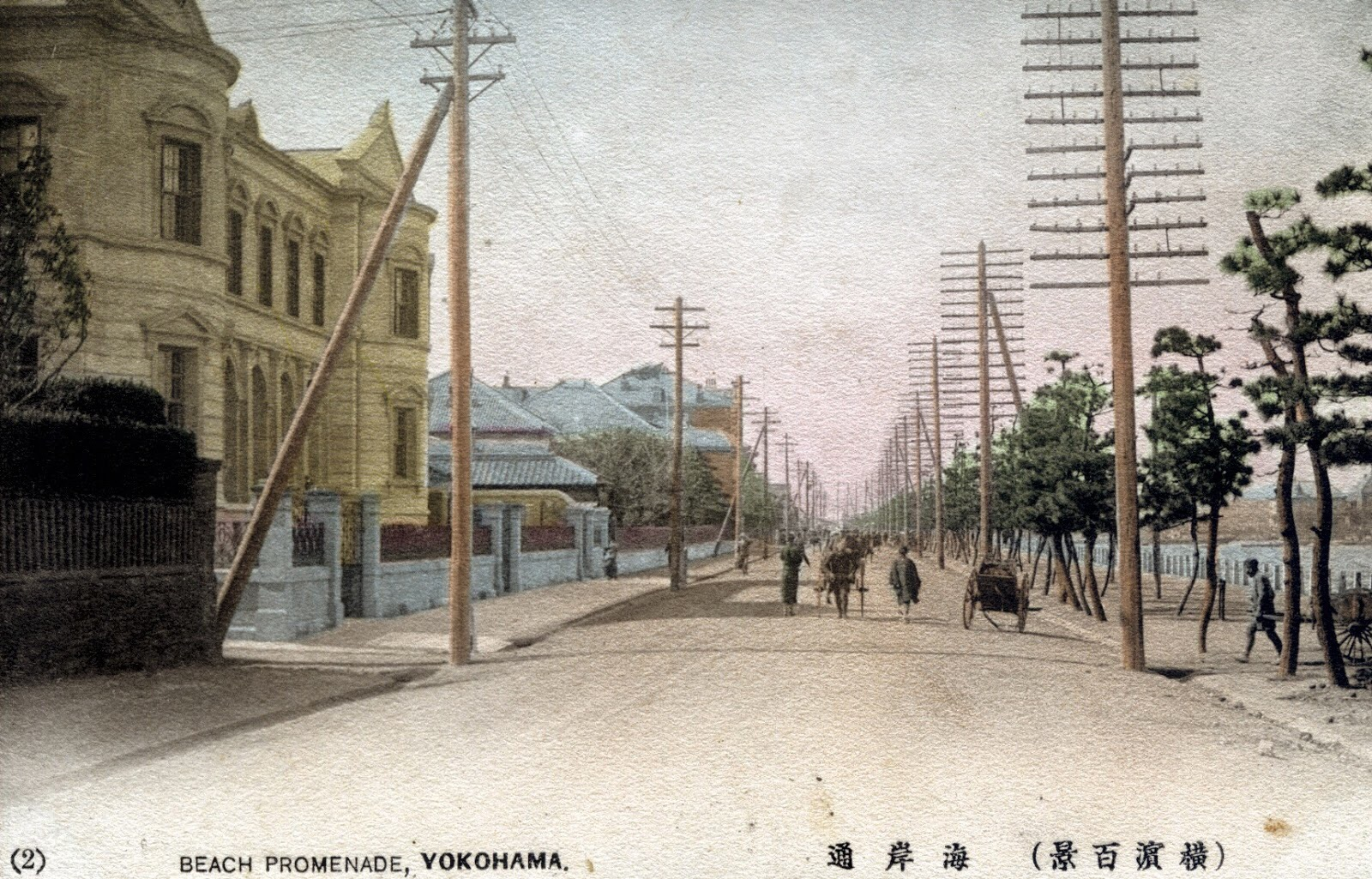
横浜 海岸通り 1904年

諸外国と締結した修好条約では開港場は神奈川となっていたが、東海道筋の宿場町である神奈川宿では日本人との紛争が多発すると懸念した幕府は、勝手に街道筋から離れた辺鄙な横浜村に開港場を変更してしまった。オールコックら英米外交団は条約の規定と違うと強硬に抗議したが、幕府は横浜も神奈川の一部であると押し通した。

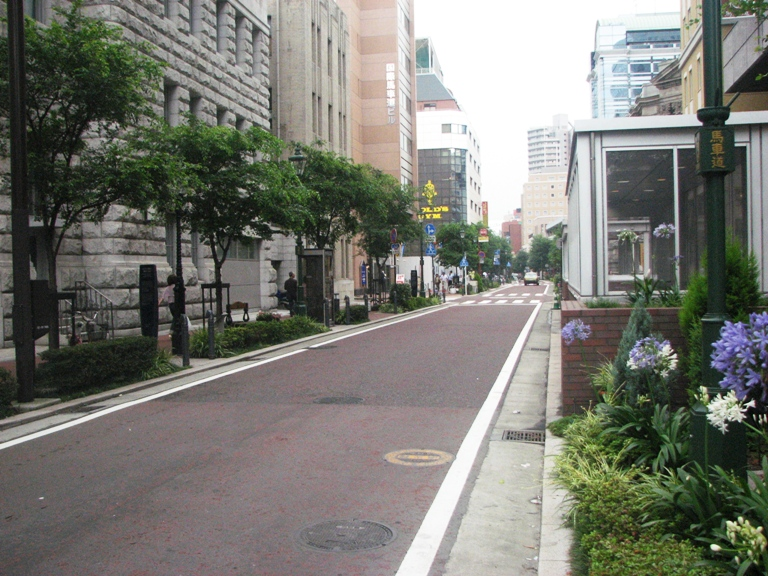
横浜 馬車道周辺 2006年

1859年7月1日に横浜港が開港し、洲干島・横浜新田・太田屋新田を整地して関内が造成され、関内の南東側半分、現在の山下町が外国人居留地に充てられた。横浜居留地は幕府が勝手に造成したため当初は日本風の造りであったが、1866年の大火“豚屋火事”の後、洋風に改められた。さらに、同年の「横浜居留地改造及競馬場墓地等約書」（慶応約書）によって、現在の山手町にも外国人居留地を増設することとなり、山下居留地の復興工事と山手居留地の造成工事は幕府から明治政府に引き継がれた。
多くの外国人が多湿な山下居留地を避けて高台の山手居留地に居を構えた結果、山下居留地は主に外国商社が立ち並ぶ商業区域となり、山手居留地は外国人住宅地となった。また、山下・山手の両居留地に挟まれた位置にあり、もともと洲干島に居住していた横浜村民の移転先である元町では、山手の住居と山下の仕事場を行き来する外国人を相手にした商売が盛んに行われるようになった。
現在観光コースになっている山手本通り沿いにある数棟の西洋館は、旧イギリス7番館（1922年）を除けば、すべて観光資源として昭和時代以降に建築されたものか他所から移築されたものである。
山下居留地にあった外国商社としては、ジャーディン・マセソン商会(怡和洋行)、デント商会 (Dent & Co.)、サッスーン商会 (Sassoon & Co.)、ウォルシュ・ホール商会、コーンズ商会、アダムソン商会（現・ドッドウェルジャパン株式会社）などがあったほか、横浜初の英字新聞『Japan Herald』の印刷発行所（1867年倒産）などもあった。
1859年7月時点で50名近くの外国人が居住したと言われ、イギリス人が最も多く、そのほとんどが新天地日本との貿易で一攫千金を狙う商人だった。1863年には西洋人だけで約170人がおり、半数近くがイギリス人だった。開港当時の様子を描写した著作のあるアーネスト・サトウは、オールコックと思われるある外交官が居留地の外国人社会を「ヨーロッパの掃きだめ」と称したと記し、商人と公的に派遣された役人との仲は悪かった。横浜の外国人はイギリス次いでアメリカ、ドイツが多く、ドイツ系の商社にはアーレンス商会、イリス商会、シモン・エヴァース商会、カール・ローデ商社などがあり、ドイツから機械や軍事品、化学製品等を日本へ輸入していた。
当時、外国人の行動範囲は、東は多摩川、北は八王子、西は酒匂川であった。1862年夏、川崎大師見物のため乗馬していた横浜居留地の英人男女4人が生麦村（現：横浜市鶴見区）で薩摩藩の大名行列に切りつけられる生麦事件が起こり、幕府を震撼させた。居留地周辺は、幕末には攘夷浪人も出没して外国人殺傷事件がしばしば起こる物騒な地域であった。居留民保護のため1875年までは英仏軍隊も駐留していた（英仏横浜駐屯軍）。
1872年には、イギリス人のエドモンド・モレルの指導により、新橋－横浜間に鉄道が開通した。当時の横浜停車場（後に桜木町駅となる）は居留地を出てすぐの所であり、新橋停車場（後に汐留貨物駅となる）は築地居留地の外縁にあった。つまり、日本最初の一般営業鉄道は、横浜居留地と築地居留地を繋ぐものだったのである。また下岡蓮杖が走らせた乗合馬車も同区間にあった。
横浜居留地は、1877年に日本側の行政権が完全に回復した。山下居留地完成から14年後、山手居留地増設から僅か10年後のことである。なお、返還自体は他都市と同様に1899年7月17日である。

### 川口居留地

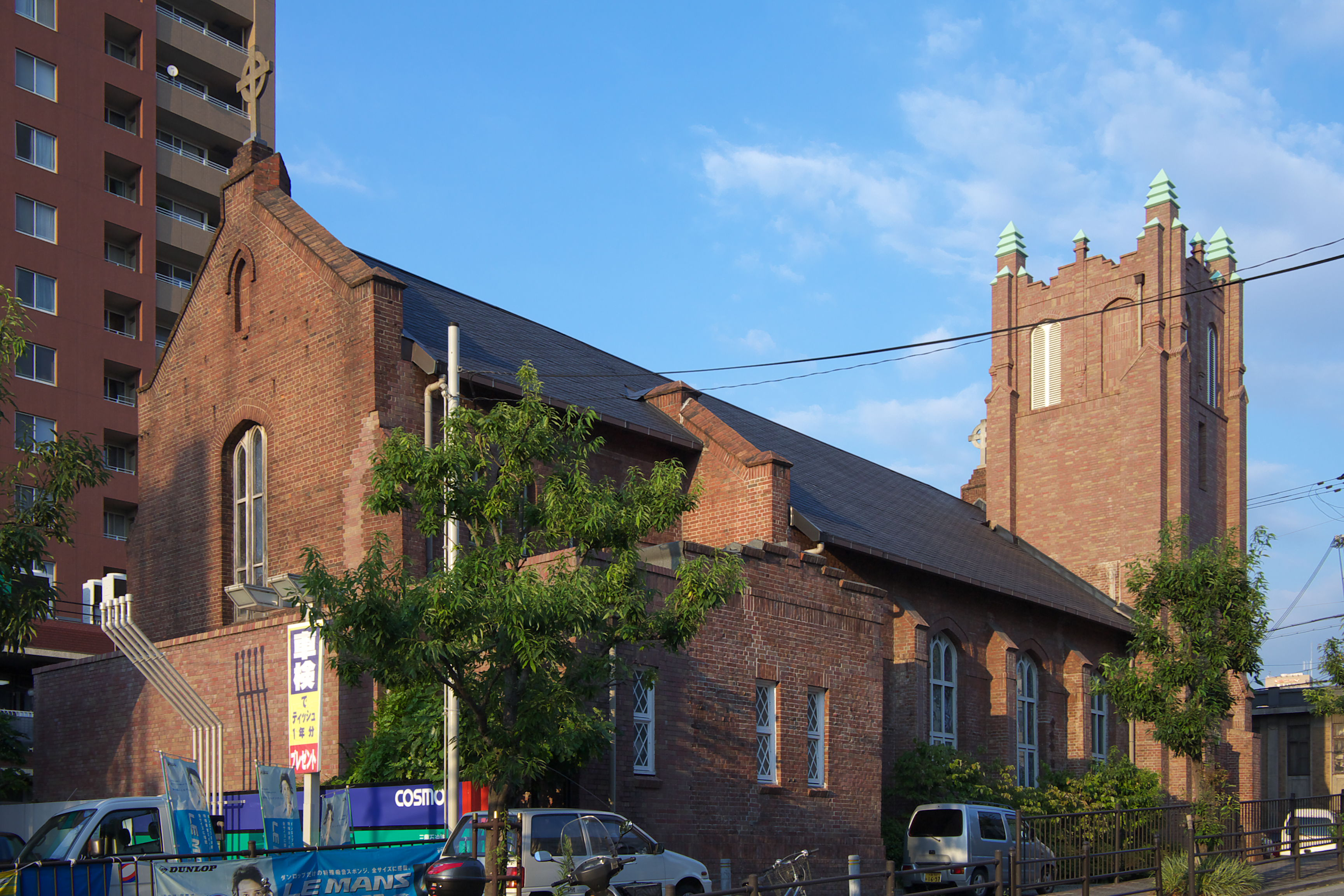
居留地時代（1882年）に創設された聖テモテ教会の流れを汲む川口基督教会

安政五カ国条約で江戸と同様に開港ではなく開市となっていた大坂だが、1867年5月16日（慶応3年4月13日）の「兵庫港並大坂に於て外国人居留地を定むる取極」によって川口に外国人居留地が設置されることとなった。川口は大坂市街へ遡上する二大航路の安治川と木津川の分岐点。大阪居留地、大阪川口居留地とも呼ばれる。
1868年1月1日（慶応3年12月7日）に神戸港の開港と大坂の開市が実施された。鳥羽・伏見の戦いののち大久保利通が「大坂遷都論」を展開し、1868年4月15日（慶応4年3月23日）から5月28日（閏4月7日）まで明治天皇の大坂行幸（大坂親征）が実施された。明治天皇大坂行幸中の1868年5月3日（慶応4年4月11日）に江戸開城が成ると、大久保に対して前島密が「江戸遷都論」を展開し、「大坂遷都論」は立ち消えとなった。そして、江戸遷都の方針が固まると、経済の大坂偏重や皇都警戒といった大坂を開市に留めておく理由がなくなり、大坂の「開市」が「開港」に改められることとなり、開市から8ヶ月後の1868年9月1日（慶応4年7月15日）に大阪港が開港した。
当時の大阪港であった安治川左岸の富島は、河港であったため大型船が入港できず、貿易商らは早々に神戸へ移転。代わってカトリック教会の宣教師らが定住して教会堂を建てて布教を行い、その一環として多くのミッションスクールを創設した。木津川対岸の江之子島は、明治・大正時代の大阪府および大阪市の行政の中心地であった。

### 神戸居留地

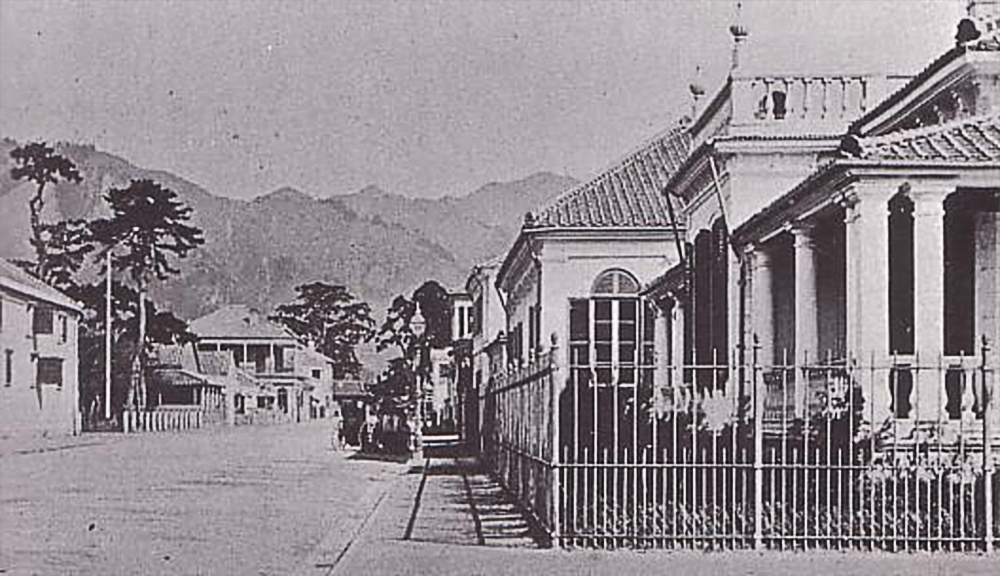
明治初期の神戸居留地

江戸幕府は、天皇の居住する京都に近い畿内は攘夷気分が強く情勢不穏であるとして、兵庫開港を延ばしに延ばしていた。このため、神戸港は条約締結から10年を経過した1868年1月1日に開港した。

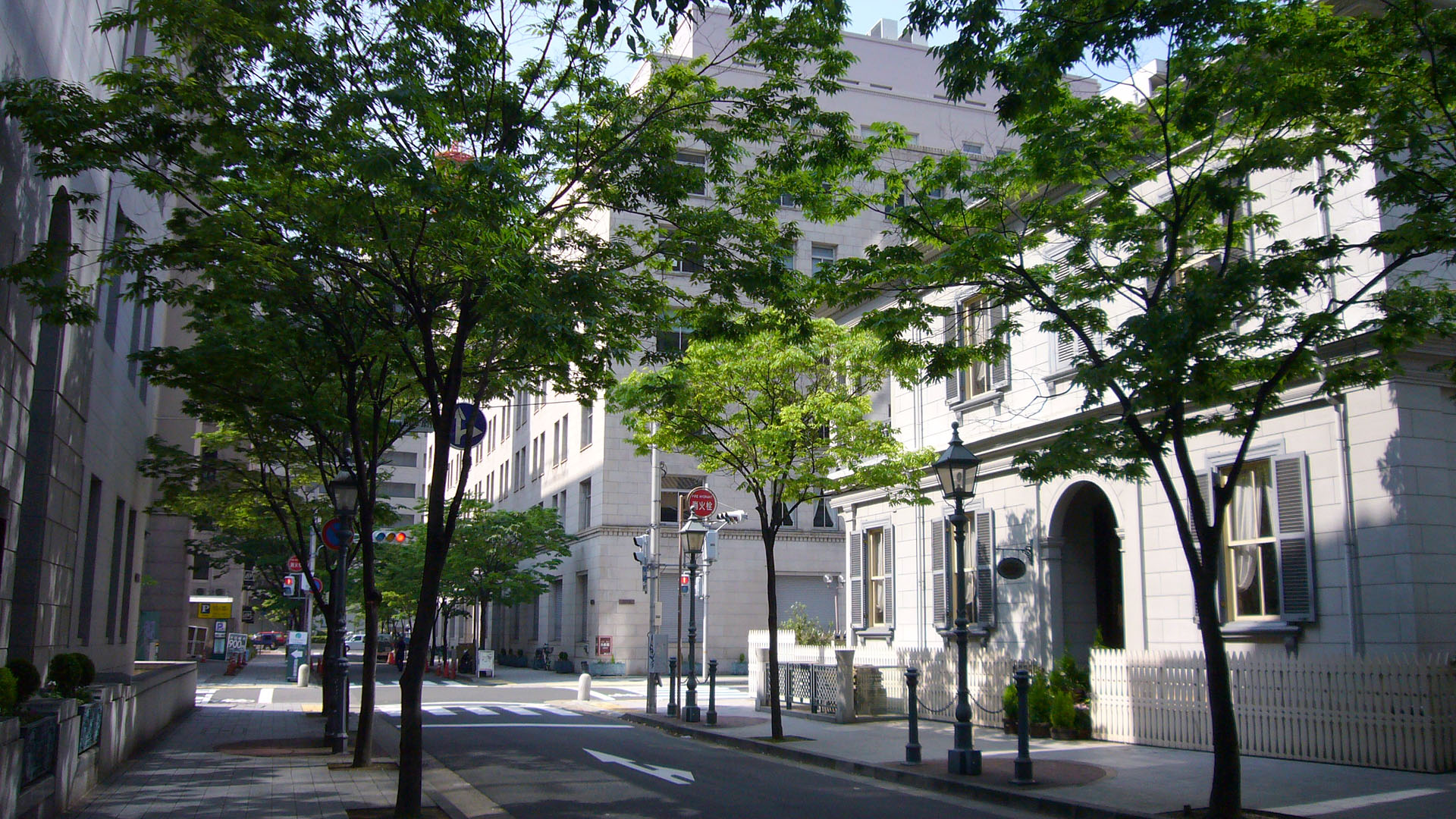
神戸 浪花町筋 2006年

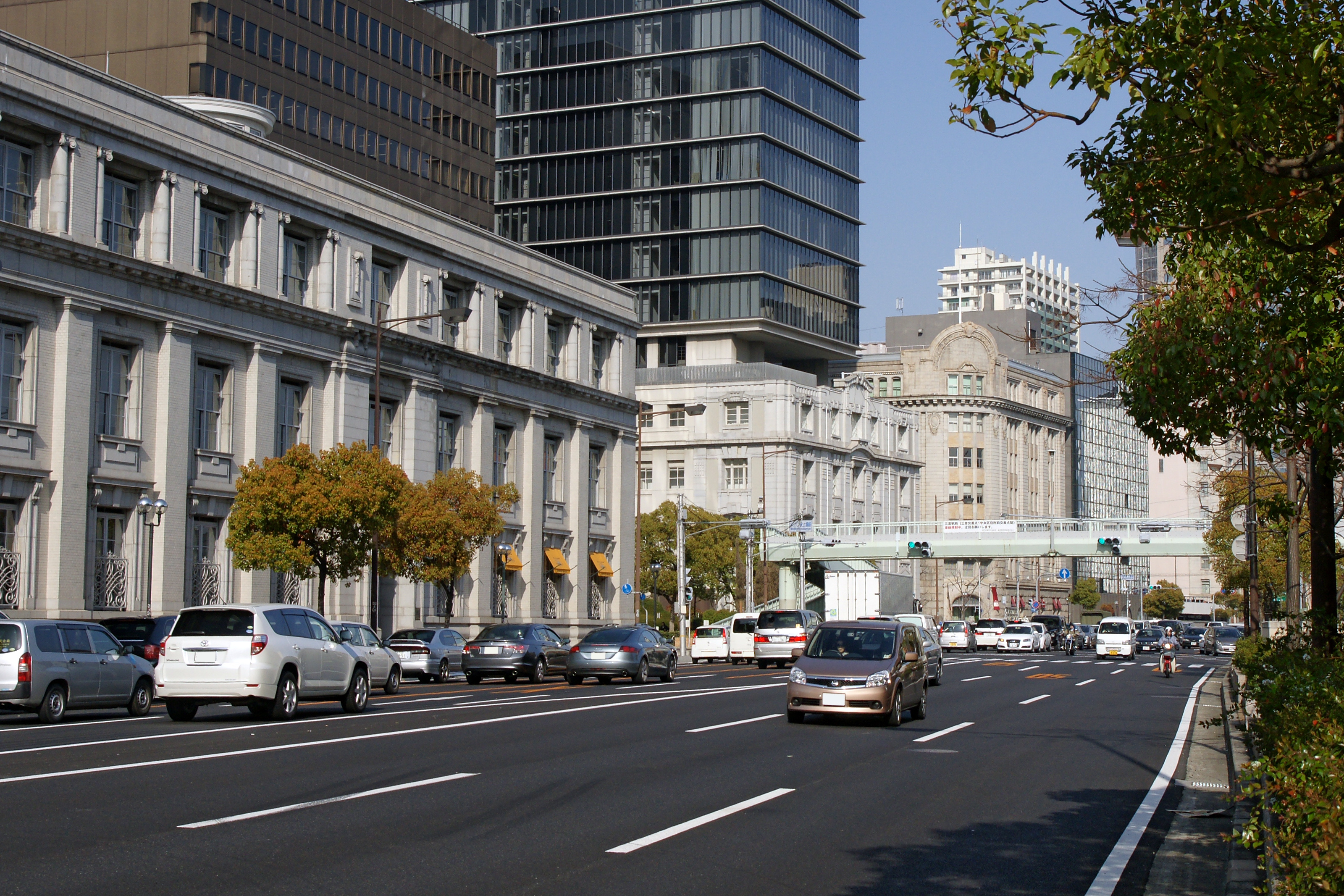
神戸 海岸通 2009年

日本人と外国人の紛争を避けるため、開港場や外国人居留地は当時の兵庫市街地から3.5kmも東に離れた神戸村の南東部に造成された。東は生田川、西は鯉川、南は海岸、北は西国街道に囲まれた土地で、外国人を隔離するという幕府の目的に適う地勢であった。ここにイギリス人土木技師J.W.ハートが居留地の設計を行い、格子状街路、街路樹、公園、街灯、下水道などを整備、126区画の敷地割りが行われたが、開港日までに造成・分譲が間に合わず、さらに同年2月4日に神戸事件が発生した。
同年3月30日に、造成が未完の居留地に先んじて、東は生田川、西は宇治川、南は海岸、北は山麓に囲まれた範囲（居留地を除く）が日本人との雑居を認める雑居地に設定された。雑居地の範囲は中宮・宇治野・花隈・走水・二ツ茶屋・神戸・生田宮・北野の8村にまたがる広大なものだった。
遅れに遅れた居留地の造成は同年8月14日に完工し、同年9月10日に36区画、1869年6月1日に25区画、1870年5月16日に60区画、1873年2月7日に5区画の永代借地権の競売が行われた。全区画が外国人所有の治外法権の土地であり、日本人の立入が厳しく制限された事実上の租界である。この東洋における最も美しい居留地とされた整然たる区画街路は往時のまま現存する。神戸居留地では外国人の自治組織である居留地会議がよく機能し、独自の警察隊もあった。競馬場については、1868年に居留地の北の生田神社の東に開設されたものの数年で廃止されている。
ただし、神戸居留地に神戸在住の外国人全てを収容することは到底不可能で、居留地の拡張を阻止したい政府は、暫定措置だった雑居地の設定を解除せずそのままとした。雑居地には山手の高台が含まれており、浜手の多湿な居留地は「仕事場」と捉え、住居は山手に構える外国人が多かった。これは華僑も同様で、最初期にやや集住が見られた浜手の南京町は「仕事場」に変わり、住居は山手に構え、集住ではなく分散した。雑居地のうち最も外国人の邸宅が建てられたのが重要伝統的建造物群保存地区（重伝建）である北野町山本通（北野異人館街）である。
日本人の立入が厳しく制限される居留地と異なり、雑居地では日本人の邸宅と欧米人や華僑など外国人の邸宅が混在することも珍しくなく、神戸の特徴のひとつでもある共生の文化は、居留地が狭く雑居地が広範囲に及んだことによるところが大きい。
長崎・横浜においては1870年代に日本側の行政権が回復していたが、神戸において日本側の行政権が回復したのは各地の外国人居留地が日本に一斉に返還された時と同じく、不平等条約改正後の1899年であった。
返還後の旧神戸居留地は、もとから領事館や商館が多く邸宅が少なかったこともありオフィス街に姿を変えた。第二次世界大戦中の1945年に神戸大空襲を受けた影響で、現在の神戸市役所西側一帯にあった居留地時代（1899年以前）の建物で残っているのは旧居留地十五番館（旧アメリカ合衆国領事館、国の重要文化財）が唯一で、多く残る近代ビル建築は主に大正時代のものである。

### 長崎居留地

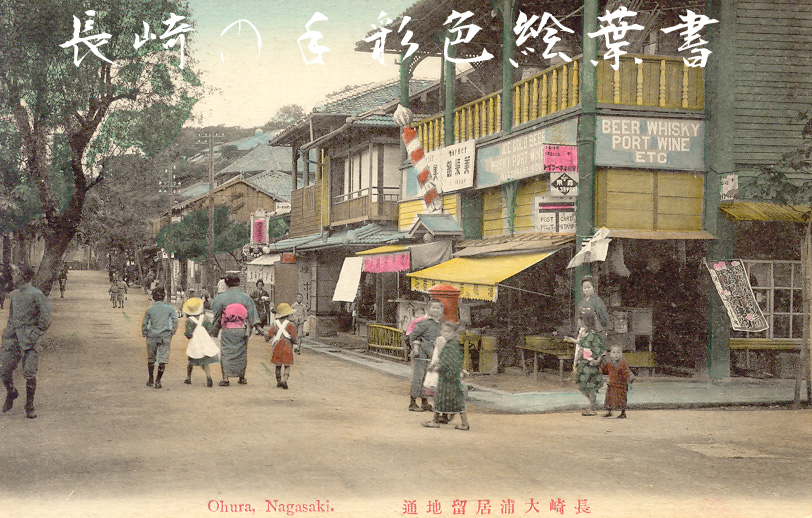
長崎市大浦居留地通 大正時代

鎖国時代から貿易港として機能した長崎港は、1854年に国際開放された。この時は来航する外国船に薪水を供給する程度であったが、1859年に本格開放され、1860年から大浦一帯の海岸が埋め立てられて居留地が造成された。1870年完成。グラバー邸を中心とする東山手・南山手（重要伝統的建造物群保存地区）一帯である。
江戸時代から日本唯一の対外貿易港であった長崎の居留地には、当初、多数の外国人が押しかけて繁栄したが、明治になると長崎居留地はそれほど発達せず、むしろ普段は中国大陸の上海を中心とする租界に在住した欧米人の保養地として賑わうようになった。居留地の海岸に近い方には貿易のための商館や倉庫が建造され、中程にはホテル、銀行、病院、娯楽施設が並んだ。眺望がよい東山手や南山手には洋風住宅・領事館が建てられた。また、近隣に雲仙温泉を控えていたことも彼ら欧米人にとっての保養地としての魅力を増すこととなった。今日でもオランダ坂に代表される石畳の坂路や点在する洋館などに居留地時代の雰囲気を残す。
長崎市では毎年9月中旬に「居留地祭り」を開催している。

### 箱館と新潟
箱館は、1854年から米国船の寄航が認められ、1859年正式開港、元町一帯が居留地と定められた。1868年には幕府反乱軍が箱館を占領し、五稜郭で箱館戦争が起こっている。諸外国は中立を守った。箱館の居留地は、ほとんど有名無実で、実際には外国人は市街地に雑居した。現在も赤レンガの倉庫やカトリック教会、正教会の教会堂が残る。
日本海側の新潟港は、江戸時代に北前船の寄港地として発展し、1868年に対外開港した。外国人の来住が少ないため特に居留地は設置せず、市街に雑居することが認められた。

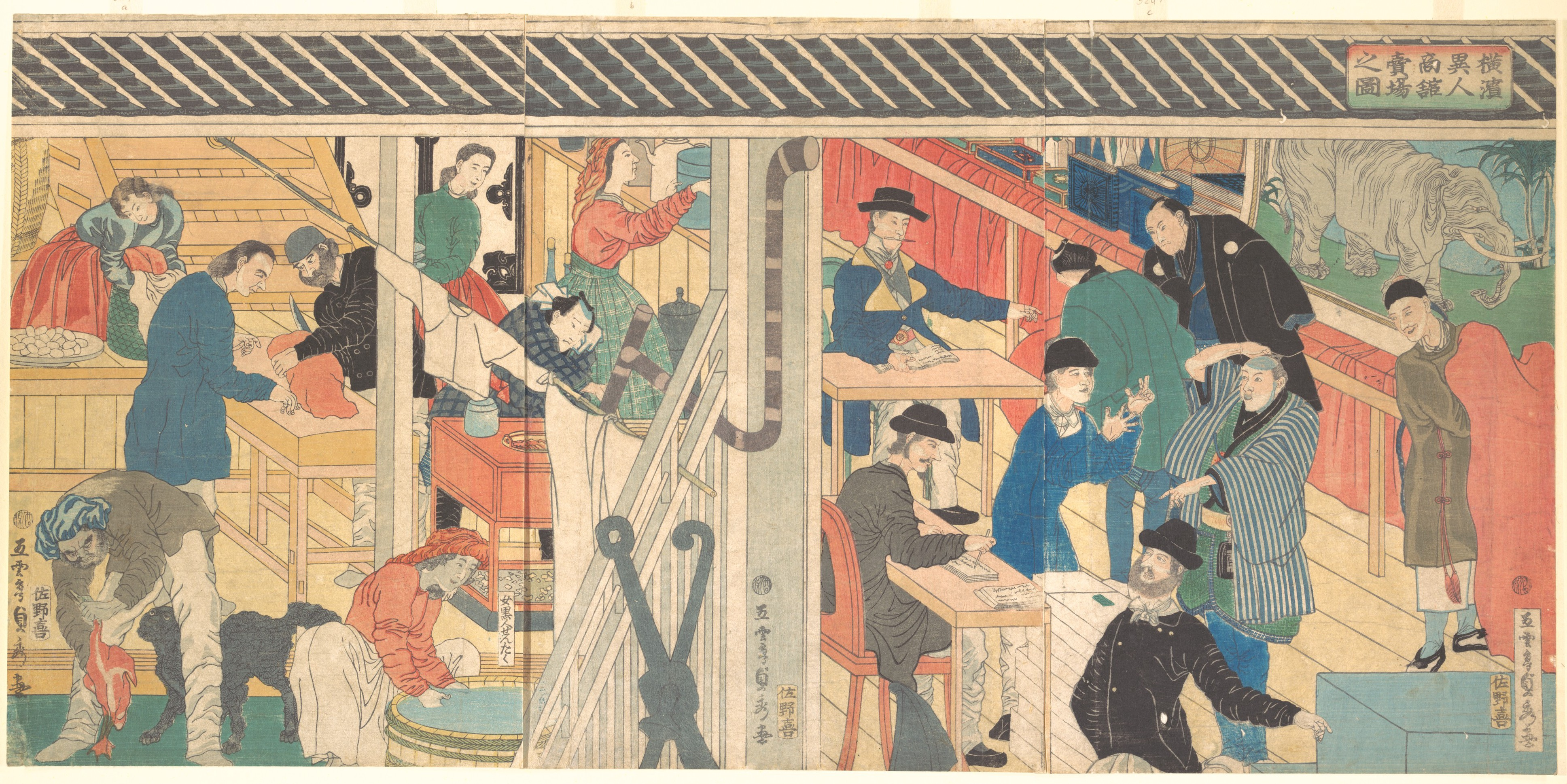
外国商人たち

## 居留地貿易
函館・横浜・長崎開港後まもなく、「ゴールド・ラッシュ」と呼ばれる奇妙な現象がブームとなる。世界的に金銀の比価は1:15であったのに、日本では1：5であった。つまり日本では金が安く、銀が異常に高かったのである（これは、幕府によって日本の銀貨には一種の信用貨幣的な価値が付与されていたという事情もあった）。このため、中国の条約港で流通している銀貨を日本に持ち込んで金に両替し、再び中国に持ち帰り銀に両替するだけで、一攫千金濡れ手で粟の利益が得られた。商売を禁止されている外交官でさえこの取引を行ったとされる。事態に気付いた江戸幕府が通貨制度の改革に乗り出すころには大量の金が日本から流出し、江戸市中は猛烈なインフレーションに見舞われていた。
政治的緊張が続く幕末には、武器や軍艦が日本の主要輸入品となった。武器商人トーマス・グラバーが長州藩や薩摩藩を相手に武器取引を行ったのは長崎であった。明治になっても、近代化のために最新の兵器や機械の輸入は続く。これに対して日本が輸出できるのは日本茶（グリーンティー）や生糸くらいしかなかった。貿易赤字は金銀で決済するしかない。このため富国強兵を掲げる明治政府は殖産興業に力を入れ、富岡製糸場などを建設していくとともに、日本人が海外に出て直接取引を行う「直貿易」を指向していく。

## 居留地の文化
開港場の居留地は、長く鎖国下にあった日本にとって西洋文明のショーウィンドーとなり、文明開化の拠点であった。西洋風の街並み、ホテル、教会堂、洋館はハイカラな文化の象徴となる。この居留地を中心として横浜、神戸の新しい市街地が形成され、浜っ子、神戸っ子のハイカラ文化が生み出されることになる。
横浜居留地では、1862年から1887年まで25年にわたって『ジャパン・パンチ』が発行された。この雑誌は、『イラストレイテッド・ロンドン・ニューズ』特派通信員として来日したチャールズ・ワーグマンが出版したもので、風刺漫画で有名である。ジャパン・パンチによれば、当時人口2千人ほどの居留地外国人の楽しみは根岸競馬場での競馬観戦であり、テニスやラケットボール、クリケット（英国人）、野球（米国人）も人気があった。多くのスポーツ競技も居留地から日本に伝わった。このほか、横浜・神戸・長崎では英字新聞も発行されている。また、日本の発達した軽業や手品は居留地の外国人を驚かせ、人気を集めた。サーカスのパフォーマーだったアメリカ人のリズリー (Richard Risley Carlisle) は、日本での乳製品販売に失敗して帰国する際、日本の人気軽業師や手品師の一座を引き連れ、欧米で興行し大成功を収めた（アクロバットの項参照）。

### 居留地競馬

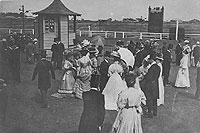
居留地競馬時代の横浜競馬場（1908年）

1861年から横浜居留地内で居留外国人によって西洋式の競馬が行われるようになり、1866年に根岸競馬場が建設された後は特に盛んとなった。また、1868年から数年間、神戸居留地でも同様の競馬が行われた。このような競馬を居留地競馬といい、採用された競技方式の面において現在の日本競馬のルーツであるとされる。

## 居留地における西洋人社会
居留地に暮らす西洋人は多岐に渡ったが、多くは商人で、そのほとんどが35歳以下の男性が占めていた。イギリスから派遣された役人たちにとっては、商人とは教育のない賤しい種族であり、東洋に来るような人間は母国で失敗した者たちであるという偏見があった。また、欧米では被差別対象者であったユダヤ人も商人に多かった。ラザフォード・オールコック駐日英国大使は、居留地の商人たちのことを「ヨーロッパのクズ」と呼び、クリストファー・ホジソン英国領事は「欲深なハゲタカ」「世界各地からの破廉恥の見本」と呼んだ。実際、文盲や教育程度の低い商人も多く、こうした偏見は居留地の西洋人社会に広がっていた。階層や出身国などで小さなコミュニティがいくつも作られ、粗野な商人や新参者を除外するため、厳格な社交の作法や手順を設けて部外者を締め出した。同じ商人でも、事務所を構えるような商人と商店の商人とは線引きされ、観劇のような楽しみの場でも、役人や牧師、老舗の商人といったエリートたちが集まる日と、その他一般人の日は分けられていた。

## 居留地と華僑
横浜、神戸、長崎では居留地の中（神戸は隣接地）に中華街が形成され、日本三大中華街（横浜中華街、神戸の南京町、長崎新地中華街）に発展した。これは、当初来日する外国商人は中国の開港場から来る者が多く、日本は漢字が通用するので中国人買弁が通訳として同行してきたためである。その後日本と中国各地の開港場に定期船航路が開けると、中国人商人（華僑）が独自に進出してきた。
中国人もオランダ人同様、長崎唐人屋敷で長年日本貿易を行ってきた歴史がある。神戸に進出した華僑は富裕な貿易商が多く、彼らは北野町とその西に居を構えた。これが神戸の関帝廟が例外的に中華街から離れた山手の住宅地に存在する理由である。
大阪の川口居留地周辺には、居留地廃止後に華僑が進出したが、現在は数世帯の子孫を残すのみとなっている。
横浜に進出した華僑は、その大半が飲食業を営んだために、中華街の面積が大きくなった。

## その他
- 例外としてお雇い外国人などは居留地外に居住することもできた。
- 同時期に中国各地の開港場に設置された租界と基本的には同じであり、日本では1920年代ごろまで中国における租界も一般的に「居留地」と呼んでいた。
- 外国人男性と市井の日本人女性との接触を回避したい幕府は、外国人居留者側からの要望もあり、各居留地に遊郭を作った。居留地付き遊廓としては、すでに外国人遊郭となっていた丸山遊郭・寄合町遊廓のほかに、横浜（港崎遊廓）、箱館、江戸（東京、新嶋原遊廓)、大坂（大阪、松嶋遊廓）、兵庫（神戸、福原遊廓）などが新設された[12]。このほか、長崎稲佐山にはロシア人向けの遊廓、横須賀にはフランス海軍の要請により大瀧遊廓が開設された[12]。
- 居留地があった7地域の関係者による「外国人居留地研究会全国大会」が現代において開催されている[13]。